# لوثر بيرلسون
لوثر بيرلسون (بالإنجليزية: Luther Burleson)‏ هو مدرب كرة سلة أمريكي، ولد في 16 نوفمبر 1880 في بوفالو في الولايات المتحدة، وتوفي في 17 نوفمبر 1924 في ستيفنفيل في الولايات المتحدة.

## وصلات خارجية
- لوثر بيرلسون على موقع كلية كرة السلة في سبورتس رفرنس.كوم (الإنجليزية)